# بلاش سوم
بلاش سوم (اشک بیست و ششم) بیست و ششمین شاه ایران از خاندان اشکانی است که پس از خسرو به شاهی رسید. نسبت بلاش سوم با اشکانیان روشن نیست. وی در حدود ۲ سال آخر حکومت خسرو ادعای سلطنت کرد. در زمان وی، آلانان برای بار دوم به ایران تاختند. بلاش به خاطر مشکلات فراوان و به این علت که سپاه اشکانی از توان پیشین برخوردار نبود به سختی این مشکل را رفع کرد و این نشانهٔ سستی و ناتوانی اشکانیان در این دوران می‌باشد.
دورهٔ پادشاهی بلاش سوم به جز این مورد پیشامد خاص دیگری نداشت و چنین به نظر می‌رسد که وی مدعی خاصی نداشته‌است .
روم نیز در آن زمان ترجیح می‌داد تا به جای جنگ‌های پرهزینه و دشوار، از به نزاع انداختن همسایگان با یکدیگر یا ایجاد نبردهای داخلی خواسته‌های خود را عملی سازد. پادشاهی بلاش سوم از سال ۱۲۹ تا سال ۱۴۷ میلادی بوده‌است.
بلاش سوم، ساسان نیای اردشیر بابکان بنیان‌گذار سلسله ساسانی و نابودکننده سلسله اشکانی را به فرمانروایی پارس منصوب کرد.

## سالشمار
- ۱۰۵: تاجگذاری بلاش سوم. او بر بخش‌های شرقی پادشاهی اشکانی سلطنت می‌کرد.[۱]
- ۱۲۹ آغاز سلطنت مهرداد پنجم برادر خسرو اشکانی (یکم) و تداوم درگیری‌های او با بلاش سوم که رقیب مهرداد چهارم بود و در سرزمین‌های شرقی قلمرو حکومت اشکانیان سلطنت می‌کرد.[۱]
- ۱۳۳ تاجگذاری بلاش چهارم. اتحاد دوباره دو پادشاهی شرق و غرب اشکانی. از دوره سلطنت بلاش سوم و خسرو اشکانی، به ترتیب پادشاهان اشکانی شرقی و اشکانی غربی، قلمرو اشکانیان دو پاره شده بود.[۱]